# Моюта
Моюта (исп. Moyuta) — стратовулкан, расположенный на юге Гватемалы, в департаменте Хутьяпа. В переводе с языка науатль «моюта» означает «место, где изобилуют москиты». Высота 1662 м. У подножия вулкана находится одноимённый город — Моюта. Вулкан покрыт плантациями кофе и лесом.